# Thrown
Thrown es una banda sueca de hardcore punk y metalcore formada en Stockholm, Suecia en 2019 y firmada con Arising Empire. El grupo está compuesto por el vocalista Marcus Lundqvist, los guitarristas Johan Liljeblad y Andreas Malm, y el baterista y productor Buster Odeholm (Humanity's Last Breath y Vildhjärta).
La banda lanzó su primer álbum Excessive Guilt (estilizado en mayúsculas) en agosto de 2024 compuesto por 11 canciones con una duración total de poco más de 20 minutos.

## Historia

### Formación (2019-2021)
En 2019, el vocalista Marcus Lundqvist y el guitarrista Andreas Malm tuvieron la idea de probar cosas nuevas y crear una banda de metal más moderna que su anterior banda. Contactaron con Buster Odeholm, baterista de Vildhjärta y multiinstrumentista de Humanity's Last Breath. Marcus y Andreas inicialmente querían que Buster fuera su productor, pero también se convirtió en su baterista. Finalmente, le preguntaron a Johan Liljeblad, guitarrista suplente de la anterior banda de Marcus y Andreas, si quería unirse, y Johan aceptó. Durante la cuarentena por la pandemia de COVID-19, la banda dedicó mucho tiempo a componer canciones para Thrown.

### Giras yExcessive Guilt(2022-presente)
En 2022, la banda lanzó su EP debut Extended Pain, que incluía los tres sencillos anteriores, y se fue de gira con Counterparts. Además de lanzar canciones, también giraron con Invent Animate y Fit for a King en 2023, y estarán de gira con Spite, Alpha Wolf y While She Sleeps en 2024. Además de estas giras, también fueron teloneros de Knocked Loose, Architects y August Burns Red, pero solo en algunos conciertos en lugar de una gira completa. El 30 de agosto, la banda lanzó su primer álbum de estudio titulado Excessive Guilt.

## Estilo musical
El estilo de Thrown ha sido descrito como hardcore punk, metalcore, y nu metal.

## Miembros
Miembros actuales
- Marcus Lundqvist – voz (2019-presente)
- Johan Liljeblad – guitarra (2019-presente)
- Andreas Malm – guitarra (2019-presente)
- Buster Odeholm – batería (2019-presente)

## Discografía
Álbumes de estudio
- Excessive Guilt (2024)

EPs
- Extended Pain (2022)

Sencillos
- Grayout (2021)
- Fast Forward (2021)
- New Low (2022)
- Guilt (2023)
- On the Verge (2023)
- Backfire (2024)
- Nights (2024)
- Look at Me (2024)